# 59e méridien est
En géographie, le 59e méridien est est le méridien joignant les points de la surface de la Terre dont la longitude est égale à 59° est.

## Géographie

### Dimensions
Comme tous les autres méridiens, la longueur du 59e méridien correspond à une demi-circonférence terrestre, soit 20 003,932 km. Au niveau de l'équateur, il est distant du méridien de Greenwich de 6 568 km,.
Avec le 121e méridien ouest, il forme un grand cercle passant par les pôles géographiques terrestres.

### Régions traversées
En commençant par le pôle Nord et descendant vers le sud au pôle Sud, Le 59e méridien est passe par:
| Coordonnées          | Pays, territoire ou mer | Notes |
| -------------------- | ----------------------- | --- |
| 90° 00′ N, 59° 00′ E | Océan Arctique          | |
| 81° 51′ N, 59° 00′ E | Russie                  | Îles de Rudolf, Rainer, Wiener Neustadt, Hall et Salm, Terre François-Joseph                                |
| 79° 58′ N, 59° 00′ E | Mer de Barents          | |
| 75° 55′ N, 59° 00′ E | Russie                  | Île Severny, Nouvelle-Zemble                                                                                |
| 74° 20′ N, 59° 00′ E | Mer de Kara             | |
| 70° 27′ N, 59° 00′ E | Russie                  | Île Vaïgatch                                                                                                |
| 69° 54′ N, 59° 00′ E | Mer de Barents          | Mer de Pechora                                                                                              |
| 69° 18′ N, 59° 00′ E | Russie                  | Île Dolgui                                                                                                  |
| 69° 17′ N, 59° 00′ E | Mer de Barents          | Mer de Pechora                                                                                              |
| 68° 59′ N, 59° 00′ E | Russie                  | |
| 50° 42′ N, 59° 00′ E | Kazakhstan              | |
| 45° 25′ N, 59° 00′ E | Ouzbékistan             | |
| 42° 31′ N, 59° 00′ E | Turkménistan            | |
| 37° 37′ N, 59° 00′ E | Iran                    | |
| 25° 25′ N, 59° 00′ E | Golfe d'Oman            | |
| 23° 08′ N, 59° 00′ E | Oman                    | |
| 21° 13′ N, 59° 00′ E | Océan Indien            | Passe juste à l'est de l'île Masirah, Oman                                                                  |
| 60° 00′ S, 59° 00′ E | Océan Austral           | |
| 67° 13′ S, 59° 00′ E | Antarctique             | Territoire Antarctique australien, Revendications territoriales en Antarctique revendiqués par l' Australie |
| 67° 20′ S, 59° 00′ E | Océan Arctique          | |
| 67° 23′ S, 59° 00′ E | Antarctique             | Territoire Antarctique australien, Revendications territoriales en Antarctique revendiqués par l' Australie |